# Артезиано-нормандский бассет
Артезиа́но-норма́ндский ба́ссет (фр. Basset Artésien Normand) — порода охотничьих собак группы бассетов.

## История породы
Выведена во Франции скрещиванием ныне исчезнувших пород — старой французской гончей, тяжёлого нормандского бассета и более лёгкого бассета Артуа. Целенаправленное разведение короткошёрстных французских бассетов началось в 1870 году. Граф Лекуте де Кантелу создал охотничий тип с прямыми конечностями и назвал его артуанским, а Луи Лайн — более эффектный тип с искривлёнными передними конечностями и назвал таких бассетов нормандскими. В 1924 году оба типа бассетов были объединены в одну породу, которая получила своё нынешнее название. В дальнейшем, для закрепления современного породного типа, отбирались собаки с генетической коротконогостью. Артезиано-нормандские бассеты принимали участие в создании бассет-хаунда. В 1963 году порода была признана Международной кинологической федерацией, а в 1995 году — Американским объединённым клубом собаководства.
Собаки этой породы обладают отличным чутьём, вязкостью, смелостью и неутомимостью. Короткие ноги позволяют им проникать в самую густую растительность, куда более крупные собаки пройти не смогут, и выманивать притаившуюся дичь. Они неторопливо преследуют зверя, давая возможность охотнику не отставать. Их основной объект охоты — кролик, но также используются в охоте на зайца, косулю и лису. Поиск осуществляют систематично, настойчиво идя по следу с громким лаем. Артезиано-нормандский бассет послушен, весел, от природы очень ласков, трепетно относится к детям, не требует большого жизненного пространства, в связи с чем может стать прекрасными компаньоном. Разводится в основном во Франции.

## Внешний вид
Представляет собой приземистую собаку с массивной головой и длинным туловищем. Отношение высоты в холке к длине тела — приблизительно 5/8, глубины груди к росту — 2/3, ширины черепа к длине головы — 1/2, длины морды к длине черепа — 10/10. Переход ото лба к морде выражен, но не ярко, морда с лёгкой горбинкой. Нос чёрный и широкий. Глаза большие, тёмные, с печальным выражением. Уши очень длинные, с заострёнными концами, поставлены на уровне глаз или ниже. Шея достаточно длинная, с небольшим подвесом. Грудь овальная, грудная клетка хорошо развита и опускается ниже локтей, рёбра сводистые. Спина широкая, прямая и ровная, поясница слегка выпуклая. Хвост довольно длинный, саблевидный, толстый у основания и сужающийся к концу. Держится чуть выше линии спины, в состоянии покоя кончик касается земли.
Передние конечности короткие, со слегка искривлёнными предплечьями и несколько сближенными запястьями. Задние конечности короткие, с сильными скакательными суставами. Лапы в небольшом размёте, крупные, круглые, с массивными подушечками, пальцы собранные и позволяют прочно стоять на земле.
Шерсть гладкая, короткая, плотная. Окрас — палево-белый с чёрным чепраком («триколор») или палево-белый («биколор»).
Высота в холке кобелей и сук — 30—36 см, допускается отклонение в пределах 1 см в обе стороны; вес — от 15 до 20 кг.

## Здоровье
Представители этой породы обладают крепким здоровьем, среди генетических заболеваний могут наблюдаться заболевания иммунной системы (атопический дерматит — шершавая, зудящая, мокнущая кожа вследствие иммунных реакций, вызванных разными аллергенами, например, блохами или пыльцой) и заболевания скелета (дефект височно-нижнечелюстного сустава: венечный отросток нижней челюсти замыкается снаружи от скуловой кости).